# 加爾各答縣

加爾各答縣是印度的一個縣，位於該國東北部，由西孟加拉邦負責管轄，面積185平方公里，識字率為87.14%，2011年人口4,486,679，人口密度每平方公里24,252人。

## 外部連結
- Map of Kolkata district（页面存档备份，存于）

22°34′22″N 88°21′50″E / 22.5726723°N 88.3638815°E